# Ton Kuyl
Anton Jacobus Martinus (Ton) Kuijl (Batavia, 24 september 1921 - Laren, 30 november 2010) was een Nederlands acteur.
Ton Kuyl - hij schreef zijn familienaam met een i-grec - werd geboren in Nederlands-Indië en kwam op zijn elfde naar Nederland. Hij doorliep de toneelschool in Amsterdam, waar hij in 1944 afstudeerde. Hij begon zijn loopbaan op de planken bij het Tierelantijn Tooneel van Wim Sonneveld. In het seizoen 1954/1955 was hij voor het eerst op televisie te zien in Gesprek onderweg bij de NCRV. Hoewel hij altijd toneel is blijven spelen, was hij af en toe te zien in een speelfilm en frequent op televisie. Aan zijn rollen in bewerkingen van Couperus-boeken dankt hij zijn grootste bekendheid. Hij speelde in De kleine zielen en in De stille kracht en Van oude mensen, de dingen die voorbijgaan. In die laatste productie was hij te zien als Leopold d'Herbourg. In het najaar van 1999 was hij voor het laatst op de planken te zien, in een toneelbewerking van Van oude mensen, de dingen die voorbijgaan.
Na zijn actieve loopbaan verhuisde Ton Kuyl van Amsterdam naar het Rosa Spierhuis in Laren, waar hij in november 2010 op 89-jarige leeftijd overleed.